# Pokémon Rubino Omega e Zaffiro Alpha
Pokémon Rubino Omega (ポケットモンスター オメガルビー?, Poketto Monsutā Omega Rubī) e Pokémon Zaffiro Alpha (ポケットモンスター アルファサファイア?, Poketto Monsutā Arufa Safaia) sono una coppia di videogiochi RPG della serie Pokémon sviluppati da Game Freak per Nintendo 3DS. Pubblicati nel novembre 2014, i titoli costituiscono i remake dei videogiochi Pokémon Rubino e Zaffiro per Game Boy Advance distribuiti in Giappone nel 2002.

## Modalità di gioco
Le versioni Rubino Omega e Zaffiro Alpha sono ambientate nella regione di Hoenn e presentano i Pokémon della sesta generazione. Oltre ai Pokémon presenti in Pokémon X e Y, i due titoli introducono le megaevoluzioni di Sceptile, Swampert, Beedrill, Pidgeot, Slowbro, Steelix, Sableye, Sharpedo, Camerupt, Altaria, Glalie, Salamence, Metagross, Lopunny, Gallade, Audino e dei Pokémon leggendari Latias, Latios, Rayquaza e Diancie. Sono state inoltre aggiunte due nuove forme dei Pokémon Groudon e Kyogre, che appaiono nelle copertine dei rispettivi videogiochi, ottenibili tramite Archeorisveglio e denominate ArcheoGroudon e ArcheoKyogre, dotate di nuove abilità.

### Pokémon esclusivi
Nella versione Rubino Omega non sono disponibili i Pokémon Lugia, Lotad, Lombre, Ludicolo, Sableye, Seviper, Lunatone, Kyogre, Dialga, Sawk, Thundurus, Zekrom, Clauncher e Clawitzer, mentre in Zaffiro Alpha non è possibile catturare Ho-Oh, Seedot, Nuzleaf, Shiftry, Mawile, Zangoose, Solrock, Groudon, Palkia, Throh, Tornadus, Reshiram, Skrelp e Dragalge. I due videogiochi differiscono inoltre per i fossili presenti nella regione di Hoenn.

## Differenze rispetto alle versioni precedenti
Nei videogiochi sono nuovamente presenti le basi segrete, già introdotte nei titoli della terza generazione. Sono stati aggiunti personaggi non giocanti assenti in Rubino e Zaffiro, come Iperio, che possiede un esemplare di Flygon, e Orthilla, che si esibisce alle Gare Pokémon con un Altaria.
Sono inoltre presenti il Poké io&te e il Super Allenamento Virtuale, già presenti in Pokémon X e Y, che vengono integrati nel Multi PokéNav, evoluzione del PokéNav introdotto nelle versioni Rubino e Zaffiro.

## Accoglienza
A tre giorni dal lancio in Giappone sono state vendute oltre 1,5 milioni di copie dei due titoli. Al 31 marzo 2021 le vendite di Pokémon Rubino Omega e Zaffiro Alpha hanno totalizzato 14,39 milioni di unità.